# Miklós Nyiszli

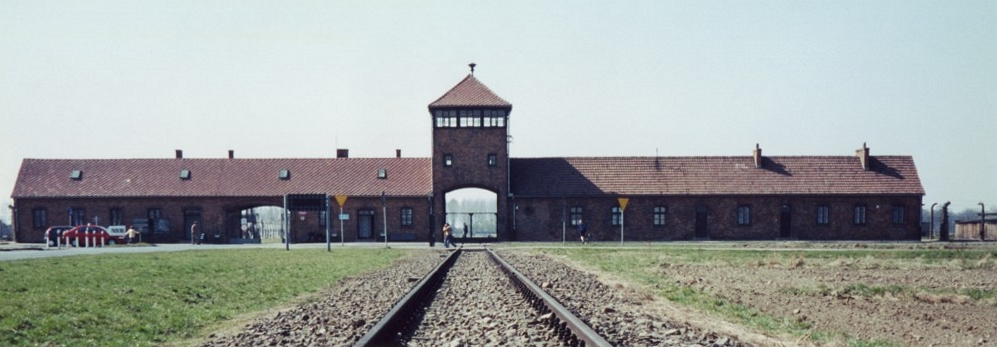
Entrada al campo de concentración de Auschwitz

Miklós Nyiszli (17 de junio de 1901 - 5 de mayo de 1956) fue un prisionero húngaro de ascendencia judía en el campo de concentración de Auschwitz. Nyiszli, su esposa y su hija pequeña fueron transportados a Auschwitz en junio de 1944. A su llegada, Nyiszli se ofreció como médico voluntario y fue enviado a trabajar en el edificio número 12 donde operó y trató de ayudar a los enfermos con lo más mínimo. suministros y herramientas médicas básicas. Estaba bajo la supervisión de Josef Mengele , un oficial y médico de las Schutzstaffel .
Mengele decidió, después de observar las habilidades de Nyiszli, trasladarlo a un quirófano. La sala había sido construida dentro del Crematorio II , y Nyiszli, junto con miembros del 12º Sonderkommando  se alojaron allí.

## Biografía
Nyiszli nació el 17 de junio de 1901 en Transilvania, Reino de Hungría (entonces la mitad húngara de Austria-Hungría). Completó su título de médico en 1929. A continuación, se especializó en patología forense en Alemania. Regresó a Transilvania con su esposa e hija en 1937 antes de emigrar a Hungría en 1940. En 1942, él y su familia fueron enviados a un campo de trabajo en Desești antes de ser trasladados al campo de concentración de Auschwitz en 1944.

## Autoría
Durante el período de Nyiszli en el campo de Auschwitz-Birkenau, fue testigo de muchas atrocidades a las que se refiere en su libro Auschwitz: A Doctor's Eyewitness Account, también publicado bajo el nombre Auschwitz: An Eyewitness Account of Mengele's Infamous Death Camp. El historiador Gideon Greif caracterizó la afirmación de Nyiszli, acerca de que "se entregó jabón y toallas a las víctimas" cuando entraron en las cámaras de gas, y que "se liberó gas tóxico de las duchas", como uno de los "mitos y otros relatos erróneos y difamatorios" del Sonderkommando, los cuales florecieron en ausencia de testimonios de primera mano de los supervivientes de aquel grupo.